# Tuula Puputti
Tuula Katriina Puputti (* 5. November 1977 in Kuopio) ist eine ehemalige finnische Eishockeytorhüterin. Seit 2018 ist sie General Managerin der finnischen Nationalmannschaft der Frauen.
Bei den Olympischen Winterspielen 1998 in Nagano gewann sie mit der finnischen Nationalmannschaft der Frauen die Bronzemedaille im olympischen Eishockeyturnier.
Auf Vereinsebene spielte sie für Kalevan Pallo und JYP Naiset. Dabei gewann sie 1997 und 1998 die finnische Meisterschaft. Zwischen 1999 und 2002 spielte sie für die University of Minnesota Duluth in der Western Collegiate Hockey Association.
Nach ihrer aktiven Karriere gehörte Puputti von 2012 bis 2016 dem Finnischen Olympischen Komitee an und arbeitete parallel im Organisationsteam für verschiedene Eishockey-Weltmeisterschaften, die in diesem Zeitraum in Finnland ausgetragen wurden. Zudem war sie Assistentin des Präsidenten des Finnischen Eishockeyverbandes und zwischen 2013 und 2016 Team-Managerin der Fraueneishockeynationalmannschaft. Seit 2018 ist sie General Managerin der Frauennationalmannschaft. Zwischen 2016 und 2017 war sie zudem Büroleiterin beim Finnischen Eislaufverband.

## Erfolge und Auszeichnungen
- 1993 Goldmedaille bei der Europameisterschaft
- 1995 Goldmedaille bei der Europameisterschaft
- 1997 Bronzemedaille bei der Weltmeisterschaft
- 1998 Bronzemedaille bei den Olympischen Winterspielen
- 1999 Bronzemedaille bei der Weltmeisterschaft
- 2000 Bronzemedaille bei der Weltmeisterschaft